# 岸田梅爾
岸田梅爾（日语：、1983年9月3日—），日本男性插畫家及行為藝術家。他的作品包括轻小说明和动漫角色设计。他的主要作品包括花開物語动画的角色设计师，Arland工作室游戏系列的角色设计师，以及作为“天堂的备忘录”小说系列的插画师。

## 簡歷
- 自高中時代就在名古屋當地劇團「Megaton Romanticer」活動，因喜歡動漫角色而隨手塗鴉[5]。
- 2002年：出入繪畫BBS，並在自己製作的網站上公開作品[5]；開始使用「岸田梅爾」的名稱[6]。
- 2003年：以「岸良一」之名參與電視劇《孩子們的戰爭5》的演出；在劇團則用同音藝名「岸良端女」[7]。
- 2004年：以「岸田梅爾」名義在《季刊S》雜誌出道[5]。
- 2007年：劇團「Megaton Romanticer」解散後轉為全職插畫家。
- 2009年：PS3遊戲《鍊金術士蘿樂娜～亞蘭德的鍊金術士～》的角色設計。
- 2010年：電視動畫《空·之·音》角色原案。
- 2009年：PS3遊戲《托托莉的工作室～阿蘭德的鍊金術士2～》的角色設計。
- 2011年：電視動畫《花開物語》角色原案。
- 2011年：PS3遊戲《梅露露的工作室～亞蘭德的鍊金術士3～》的角色設計。

## 作品一覽

### 小說（插畫）
- 系列（五代ゆう、MF文庫J）
- 神的記事本系列（杉井光、電擊文庫）
- 死神姬的再婚（小野上明夜、B's-LOG文庫）
- （香月紗江子、Gagaga文庫）
- （はむばね、SQUARE ENIX NOVELS）
- （秋月アスカ、レガロシリーズ）
- 系列（令丈ヒロ子、POPLAR社）
- 乐圣少女系列（杉井光、電擊文庫）
- RDG 瀕危物種少女（荻原規子、角川Sneaker文庫）

### 角色設計
- 鍊金術士蘿樂娜～亞蘭德的鍊金術士～（PS3遊戲，GUST）
- 鍊金術士托托莉～亞蘭德的鍊金術士2～（PS3遊戲，GUST）
- 鍊金術士梅露露～亞蘭德的鍊金術士3～（PS3遊戲，GUST）
- 空·之·音（角色原案）
- 花開物語（角色原案）
- RDG 瀕危物種少女（角色原案）
- BLUE REFLECTION 幻舞少女之劍（PS4遊戲，GUST）
- 露露亞的鍊金工房 ～亞蘭德之鍊金術士 4～（PS4遊戲，GUST）
- 22/7（柊蕾，角色原案）

### 演出
2015年
- T宝的悲惨日常 夢幻編（迷之矇面劍士）

## 參註
1. ↑   岸田本人則用「Kishida Mel」。
2. ↑  大陸天聞角川亦採用的譯名；台灣青文則表記為「岸田Mel」。
3. ↑  [.   [2010-09-20]. （原始内容存档于2009-09-15）. ]
4. ↑  Jin115 (Kotaku JAPAN). . .   [2010-10-09]. （原始内容存档于2010-10-09）.
5. 1 2 3   . . 2010-08-02  [2011-03-15]. （原始内容存档于2011-01-20）.
6. ↑  , 2003-12-13  [2011-03-16], （原始内容存档于2004-02-09）。
7. ↑  , 2002-12-23  [2011-04-20], （原始内容存档于2003-04-17），以本姓「岸良」所取的藝名。

## 外部連結
- 迷子通信 （页面存档备份，存于） - 本人的網誌
- 岸田梅爾的X（前Twitter）
- YouTube上的梅爾蒂斯頻道（日語）